# Dorothea von Schleswig-Holstein-Sonderburg-Beck

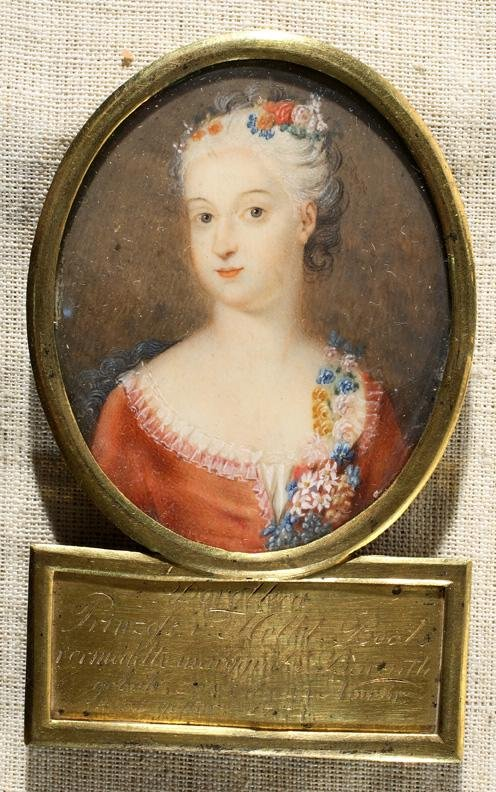
Dorothea von Schleswig-Holstein-Sonderburg-Beck

Dorothea von Schleswig-Holstein-Sonderburg-Beck (* 24. November 1685; † 25. Dezember 1761 auf Gut Stäflö bei Kalmar) war durch Geburt eine Prinzessin von Schleswig-Holstein-Sonderburg-Beck und seit 1709 durch Heirat Markgräfin von Brandenburg-Bayreuth. Die Ehe mit Markgraf Georg Friedrich Karl wurde am 3. Dezember 1716 geschieden.

## Familie
Dorothea war die älteste Tochter des Herzogs Friedrich Ludwig und Luise Charlotte von Schleswig-Holstein-Sonderburg-Augustenburg.
Sie heiratete am 17. April 1709 den Markgrafen Georg Friedrich Karl in Berlin. Das Paar übersiedelte nach Weferlingen. Aus der Verbindung gingen folgende Kinder hervor:
- Sophie Christine Luise (1710–1739)

⚭ 1731 Fürst Alexander Ferdinand von Thurn und Taxis (1704–1773)
- Friedrich (1711–1763), Markgraf von Brandenburg-Bayreuth

⚭ 1. 1731 Prinzessin Wilhelmine von Preußen (1709–1758)
⚭ 2. 1759 Prinzessin Sophie Karoline von Braunschweig-Wolfenbüttel (1737–1817)
- Wilhelm Ernst (1712–1733)
- Sophie Charlotte Albertine (1713–1747)

⚭ 1734 Herzog Ernst August I. von Sachsen-Weimar-Eisenach (1688–1748)
- Sophie Wilhelmine (1714–1749)

⚭ 1734 Fürst Karl Edzard von Ostfriesland (1716–1744)

## Leben nach der Scheidung
Dorothea von Schleswig-Holstein-Sonderburg-Beck wurde am 3. Dezember 1716 von Markgraf Georg Friedrich Karl wegen „Verbrechen gegen die eheliche Treue“ geschieden. Nach der Scheidung wurde Dorothea zunächst in der ansbachischen Festung Wülzburg eingesperrt, dann nach Altendorf bei Bamberg abgeschoben, schließlich auf der Festung Lauenstein interniert. Die Kinder wurden von der Großmutter erzogen.
1726 trat Georg Friedrich Karl die Nachfolge als Markgraf von Bayreuth an und übersiedelte von Weferlingen nach Bayreuth. Es war ihm wohl unangenehm, dass seine geschiedene Frau den Titel Markgräfin von Bayreuth-Brandenburg tragen sollte. Jedenfalls brachte Hofmeister von Brehmer, der im Weferlinger Haushalt lebte und später zum Ansbachischen Geheimen Rat avancierte, sie 1734 unter dem Pseudonym „Dorothea von Zeidewitz“ nach Schweden unter der Bedingung, dass sie dort für immer verbleiben solle. Obwohl ihr Mann im folgenden Jahr starb, hielt sich ihr Sohn, Markgraf Friedrich von Bayreuth-Brandenburg, an die harte Weisung des väterlichen Testaments von 1735, wonach seine Mutter nie mehr Bayreuther Boden betreten durfte. Bis 1751 lebte sie in Ingestorp bei Brehmers Gattin. 1751, inzwischen 66 Jahre alt, wurde Dorothea von Zeidewitz von dem schwedischen Grafen Nils Julius von Lewenhaupt, Oberhofmeister am Bayreuther Hof, auf dessen Gut Stäflö bei Kalmar verbracht, offenbar auf Weisung oder mit Billigung  der auch ihre jährliche Apanage auf 1000 Gulden erhöhte. Ihr Exil lebte sie gemeinsam mit Lewenhaupts Ehefrau Wilhelmine Luise Gräfin von Salm-Grumbach (1706–1780). Den Briefen nach, welche sie an Lewenhaupt und Wilhelmine an ihren Bruder schickte, waren beide äußerst unzufrieden mit ihrer Situation.
Sie starb an einem Fieber auf Stäflö am 25. Dezember 1761 und wurde in der Kirche Åby in Läckeby bei Kalmar bestattet.